# Манга (Дамбовица)
Манга (рум. Manga) насеље је у Румунији у округу Дамбовица у општини Воинешти. Oпштина се налази на надморској висини од 434 m.

## Становништво
Према подацима из 2002. године у насељу је живело 734 становника, од којих су сви румунске националности.